# Reptilicus
Reptilicus, anche noto come Reptilicus - Il mostro distruggitore (Reptilicus), è un film di fantascienza del 1961 diretto da Poul Bang e Sidney W. Pink. La produzione è danese e statunitense.

## Trama
Una spedizione scientifica danese che si è recata nelle sperdute terre della Lapponia, allo scopo di effettuare delle trivellazioni, scopre casualmente uno strano e inquietante reperto fossile.
Si tratta di un frammento di coda, appartenente a un non precisato animale preistorico, perfettamente conservato tra i ghiacci della tundra lappone.
Gli scienziati Martens e Dalby, dopo aver esaminato accuratamente lo strano reperto, lo definiscono con l'appellativo di "Reptilicus", e lo spediscono in un centro studi di Copenaghen, totalmente ignari del pericolo mortale che vi si nasconde.
Il misterioso reperto viene allora rinchiuso all'interno di una cella frigorifera, con lo scopo di conservarlo e studiarlo in modo molto più accurato, ma a causa di una fatale distrazione di un membro del personale del centro studi, la porta della cella frigorifera viene dimenticata aperta, e in conseguenza di ciò la temperatura all'interno della stessa sale repentinamente.
Complice anche l'elevatissimo tasso di elettricità presente nell'aria, dovuto ad un terribile temporale che imperversa in zona, il reperto inizia ad autorigenerarsi, aumentando rapidamente di dimensioni, e nel giro di una nottata il processo di autorigenerazione si ultima.
La risultante di tale processo è una specie di mostruoso drago preistorico serpentiforme, che sfonda le pareti della cella frigorifera, si allontana rapidamente e inizia a spargere il terrore nei dintorni di Copenaghen.
Seguono poi alcuni sporadici avvistamenti della creatura e la scoperta di carcasse di mucche divorate dalla stessa.
A causa della situazione viene celermente allertato l'esercito danese, che sotto la guida del generale Grayson, prima localizza il mostro, e successivamente tenta di abbatterlo utilizzando tutte le armi a sua disposizione.
La faccenda però, si rivela assai più complicata del previsto, poiché la creatura mostruosa, protetta da una corazza formata da uno spesso strato di squame ossee, si dimostra refrattaria a qualsiasi tipo di aggressione e continua imperterrita a vagare per la tutta la Danimarca, seminando panico, morte e distruzione.
L'esercito tenta anche di arderlo vivo, utilizzando dei potenti lanciafiamme, ma l'unico risultato che ottiene è la fuga del mostro, che si inabissa rapidamente nei fiordi danesi.
I nostri, nel vano tentativo di distruggerlo utilizzano allora bombe di profondità a profusione, ma riescono solamente a ferirlo causando il distacco di un suo arto, che si inabissa.
Proprio quando tutto sembra perduto, il provvidenziale intervento di un razzo indirizzato verso la sua bocca e che esplode all'interno delle sue fauci metterà definitivamente fuori combattimento la mostruosa creatura preistorica.
L'arto distaccato del mostro giace però sul fondale marino, e, grazie alle sue capacità autorigeneranti, il mostro potrebbe ritornare in qualsiasi momento a perseguitare l'umanità.

## Cast
Nel film appare anche Birthe Wilke nel ruolo di se stessa.

## Produzione
Coproduzione tra la danese Saga Studios e l'americana AIP, il film fu girato da due registi diversi: la versione originale fu girata nella madrelingua danese dal regista Poul Bang e venne distribuita nelle sale cinematografiche il 20 febbraio 1961.
La versione americana invece, caratterizzata dai dialoghi in inglese e dall'avere quasi lo stesso cast, fu diretta dal regista/produttore statunitense Sidney W. Pink.
A causa dell'eccessivo (e alle orecchie del pubblico americano assai ridicolo) accento scandinavo degli interpreti, il film venne interamente ridoppiato e distribuito nel 1962.
Tale versione appariva però pesantemente modificata rispetto all'originale danese, poiché per esempio le sequenze nelle quali il drago preistorico volava furono soppresse.
Fu invece aggiunto un effetto speciale, consistente nella bava verdastra e fluorescente che il dragone preistorico lanciava contro i suoi avversari, ogni qualvolta spalancava le sue fauci.
Sembra inoltre che le scene ambientate nella zona artica siano state girate in realtà sulle pianure della Georgia, non durante l'inverno, bensì in primavera.
Le dimensioni del mostro preistorico sembrano poi soggette ad una continua oscillazione, poiché in certe sequenze pare alto solamente qualche metro, e magari nelle successive pare alto addirittura quanto un palazzo di sette piani.
Dal soggetto del film vennero estrapolati anche alcuni albi a fumetti, ma il loro successo fu molto scarso, e ciò portò all'abbandono dell'iniziativa.